# Design Science License
La Design Science License (DSL) è una licenza libera e con permesso d'autore (copyleft)  creata per opere dell'ingegno come testi, immagini, musica e video a condizione che non riguardino software, opere di documentazione o arte in senso lato.
La DSL richiede che si determini quale sia il codice sorgente dei dati, usando approssimativamente la stessa definizione utilizzata nella licenza GNU GPL.
La DSL è stata redatta da Michael Stutz ed ha origine negli anni '90, prima della creazione del Creative Commons. In seguito al sopraggiungere di quest'ultimo, Michael Stutz ha reso noto la conclusione dell'esperimento DSL e non ne ha più raccomandato l'uso.